# Абрам де Моавр
Абрам де Моавр (фр. Abraham de Moivre; Витри ле Франсоа, 26. мај 1667 — Лондон, 27. новембар 1754) је био француски математичар.
Као калвинистички протестант, Абрам де Моавр емигрира из Француске у Енглеску 1685. по укидању указа из Нанта и изгнанством Хугенота. Живео је сиромашно, те је као стални гост “Slaughter's Coffee House, St. Martin's Lane at Cranbourn Street“ зарађивао је новац играјући шах.
Социјални статус његове породице је непознат, али је познато да је његов отац, хирург, био у могућности да га пошаље на протестантску академију у Седану (1678—1682). а затим на студије логике у Сомуру (1682—1684). Пратио је предавање на колеџу Аркур (Collège de Harcourt) у Паризу (1684) и студирао приватно са Жаком Озаном (1684–1685), али није утврђено да је завршио студије. Био је пријатељ Исака Њутна и Едмунда Халеја.
Познат по “Моавровој формули“, која повезује комплексне бројеве и тригонометрију и по раду на “нормалној дистрибуцији“ и “теорији случаја“, године 1697. изабран је као члан Научне академије (Royal Society) у Лондону. Године 1718, Де Моавр је написао књигу о теорији вероватноће названој “Доктрина среће“ (The Doctrine of Chances)
Најпознатији је по следећој формули:
{\displaystyle (\cos(x)+i\sin(x))^{n}=\cos(nx)+i\sin(nx)\,}
која је откривена 1707. и користи се у тригонометрији као и у комплексној анализи.